# Ramphastos sulfuratus
El tucán piquiverde, tucán pico iris o tucán pico de canoa (Ramphastos sulfuratus) es una especie de ave piciforme de la familia de los tucanes y el ave nacional de Belice. Se reconocen varias subespecies. Sus miembros son importantes agentes dispersores de semillas que ayudan a la regeneración de las selvas tropicales y de los hábitats en los que viven. De las tres especies de tucanes que se distribuyen en México, esta es la más grande, mide entre 50 y 59 cm y su peso aproximado es de 500 g. Su plumaje negro contrasta con el amarillo del cuello y pecho; su piel alrededor del ojo es verde, iris y tarsos azules, pico largo y aserrado color verde claro con una combinación de tonos azul y amarillo, destacando la punta de color anaranjado-rojizo. El macho tiene el pico más largo que la hembra. El ave es muy atractiva por su colorido y lo llamativo de su pico multicolor.
Se alimenta de frutas principalmente. Viaja en bandadas de seis a 12 adultos demostrando una gran agilidad para desplazarse entre los árboles. Comúnmente se les puede observar jugando entre ellos con sus picos o lanzándose pequeñas frutas. La especie puebla las selvas entre el sur de México, Colombia y el oeste de Venezuela. Concretamente, en la República Mexicana se distribuye principalmente en la Huasteca Potosina, Istmo de Tehuantepec y la Península de Yucatán. Habita en bosques primarios, secundarios y zonas perturbadas, selvas mediana y altas perennifolias tropicales, riberas de ríos, lagos y lagunas de vegetación exuberante. También en "islas" o manchones relativamente perturbados de bosque húmedo secundario, arbustos altos y matorrales espesos de áreas húmedas, bosque mesófilo o de neblina, pastizales, sabanas, breñales y matorrales de crecimiento secundario en sitios abiertos, tanto en áreas húmedas como secas. Habita climas templados y cálido húmedos a lo largo de una franja altitudinal que va desde el nivel del mar hasta los 1,230 m. A pesar de que se registran en varias reservas o áreas naturales protegidas, los tucanes no cuentan con programa de manejo, por lo que se considera inadecuada su protección en algunas áreas. El decreto oficial de 1986 que prohíbe su captura y venta, ataca el comercio ilegal y tráfico al cual eran sometidas. Algunos zoológicos del país reproducen a la especie en cautiverio. Es importante llevar a cabo estudios sobre la especie en las diferentes reservas para diseñar estrategias de conservación. Actualmente la especie se encuentra listada en la NOM059-SEMARNAT-2010 de especies en riesgo bajo la categoría de Amenazada. Uno de los factores de riesgo más importantes para el equilibrio de sus poblaciones es la pérdida y fragmentación del hábitat (sobreexplotación forestal, transformación del uso de suelo por actividades agrícolas y ganaderas, asentamientos humanos y apertura de caminos). Asimismo, la cacería furtiva y el comercio y tráfico ilegal. También está incluida en el listado de Especies en Preocupación Menor de la UICN.

## Descripción

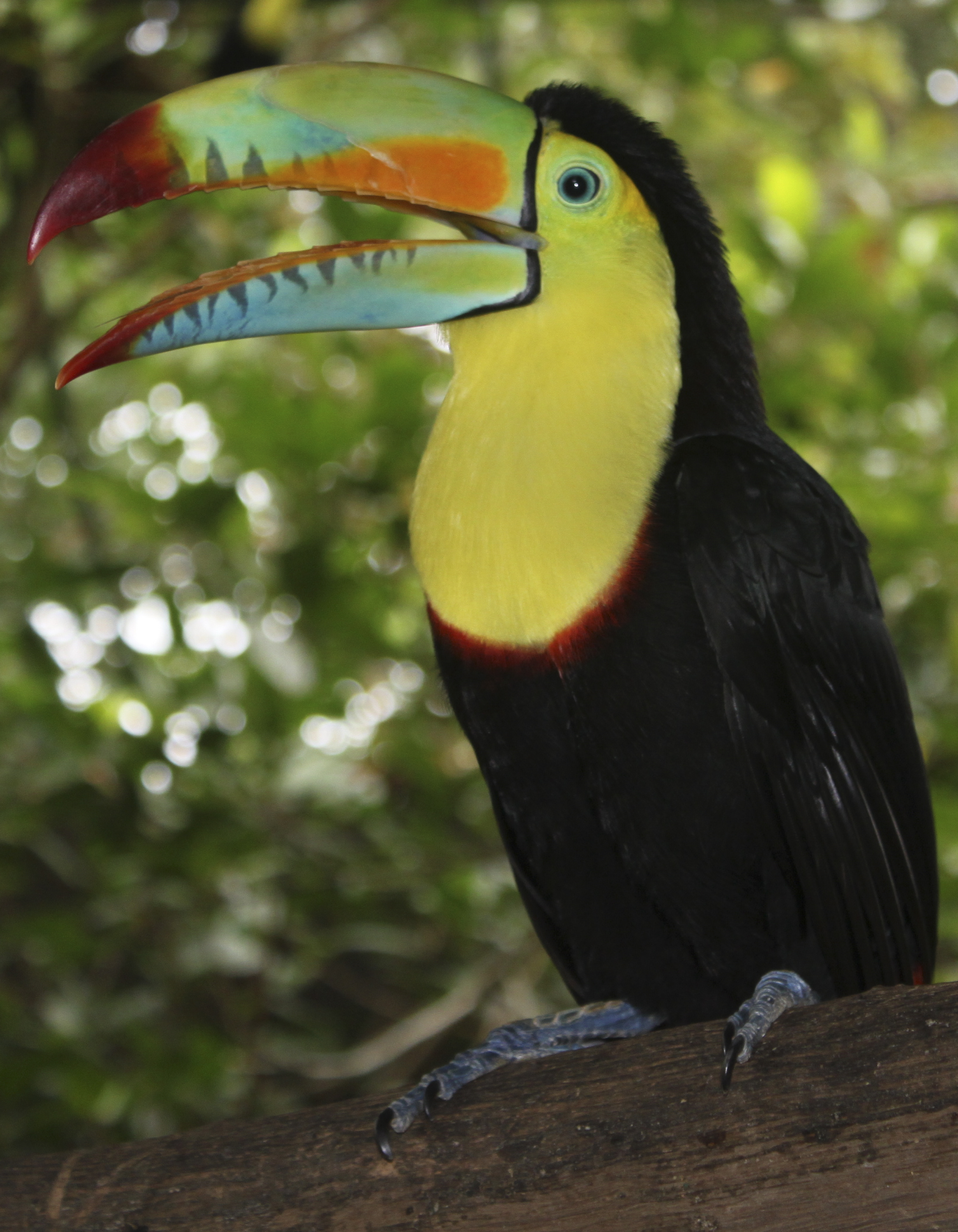
Tucán piquiverde.

Es un ave de plumaje negro contrastado con el amarillo intenso del cuello y parte del pecho; posee un gran pico de 16 cm de largo. Su nombre se debe a que tiene un flamante pico con los colores del arco iris. Son de cuerpo negro; en el macho el pico se presenta de mayor tamaño y su cuello y pecho son de color amarillo brillante. Se alimentan de frutas, invertebrados y reptiles pequeños.

## Distribución y ecología
El tucán pico iris está distribuido desde el sur de México hasta Venezuela y Colombia. Habitan en las copas de los árboles de bosques tropicales, subtropicales y selvas lluviosas de tierras bajas, se les encuentra en alturas hasta de 1,900 m. Establecen sus nidos en los agujeros de los árboles, donde pueden habitar otros individuos de la misma especie.  Esto puede provocar hacinamiento en los nidos, por lo que acomodan sus colas y picos bajo el cuerpo mientras duermen para disponer de más espacio. Además de la falta de espacio, es común que el fondo de los agujeros esté cubierto de restos de las frutas con que se alimentan.
Como la mayoría de los tucanes, los tucanes pico iris son aves muy sociables.
Se desplazan a través del bosque en pequeños grupos o bandadas de seis a doce individuos, pero por ser un volador deficiente, se movilizan mayormente saltando por los árboles. Poseen una estructura familiar dentro de su grupo. Comúnmente se les puede observar jugando entre ellos con sus picos o lanzándose pequeñas frutas. Raramente se les observa en solitario. Por tener la habilidad de establecerse en hábitats con algunas alteraciones por la actividad humana, esta especie bien distribuida está incluida en el listado de Especies en Preocupación Menor de UICN.

### Alimentación
La alimentación del tucán pico iris en su mayoría se compone de un amplio surtido de especies de frutas como Cymbopetalum mayanum, (Annonaceae) y Bursera simaruba, pero también puede incluir huevos de aves pequeñas, insectos, y pequeños reptiles y anfibios. Su pico, con el que es sorprendentemente  hábil, les permite consumir una gran variedad de frutos que de otra manera estarían fuera de su alcance. Cuando se alimentan de frutas, los tucanes pico iris utilizan su pico para tomar y sostener la fruta y luego, inclinando su cabeza hacia atrás, la tragan entera.

### Reproducción
La hembra usualmente pone de dos a cuatro (raramente uno) huevos blancos. El macho y la hembra comparten el cuidado de los huevos, tomando turnos para empollarlos. Los huevos eclosionan en aproximadamente 15-20 días. Posteriormente, tanto la hembra como el macho toman turnos para alimentar a los polluelos. Al nacer, las crías no tienen plumas y mantienen los ojos cerrados por alrededor de tres semanas. Permanecen en el nido entre ocho a nueve semanas mientras sus picos se desarrollan totalmente y se preparan para volar.

## Amenazas y conservación
De acuerdo con la Lista Roja de la UICN, el tucán piquiverde está catalogado como especie casi amenazada, debido a que su población en la naturaleza disminuyó rápidamente como resultado de la tala de árboles, los incendios forestales, la construcción de poblados y la minería con explosivos, además de que son capturados para el comercio ilegal de aves de compañía, y por la caza furtiva para la venta de su pico o plumas en el mercado negro.

## Galería

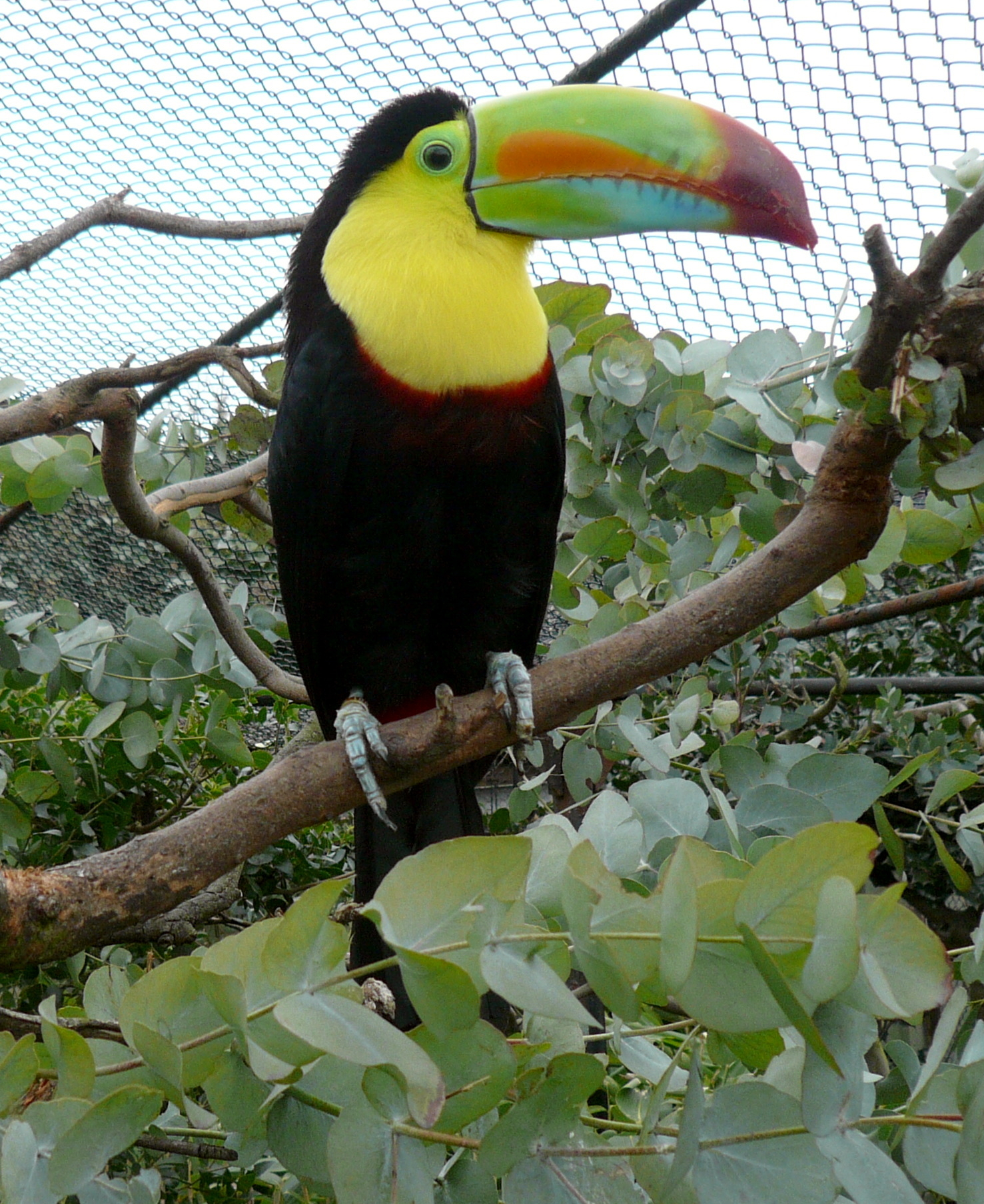
En el Zoológico de Londres.
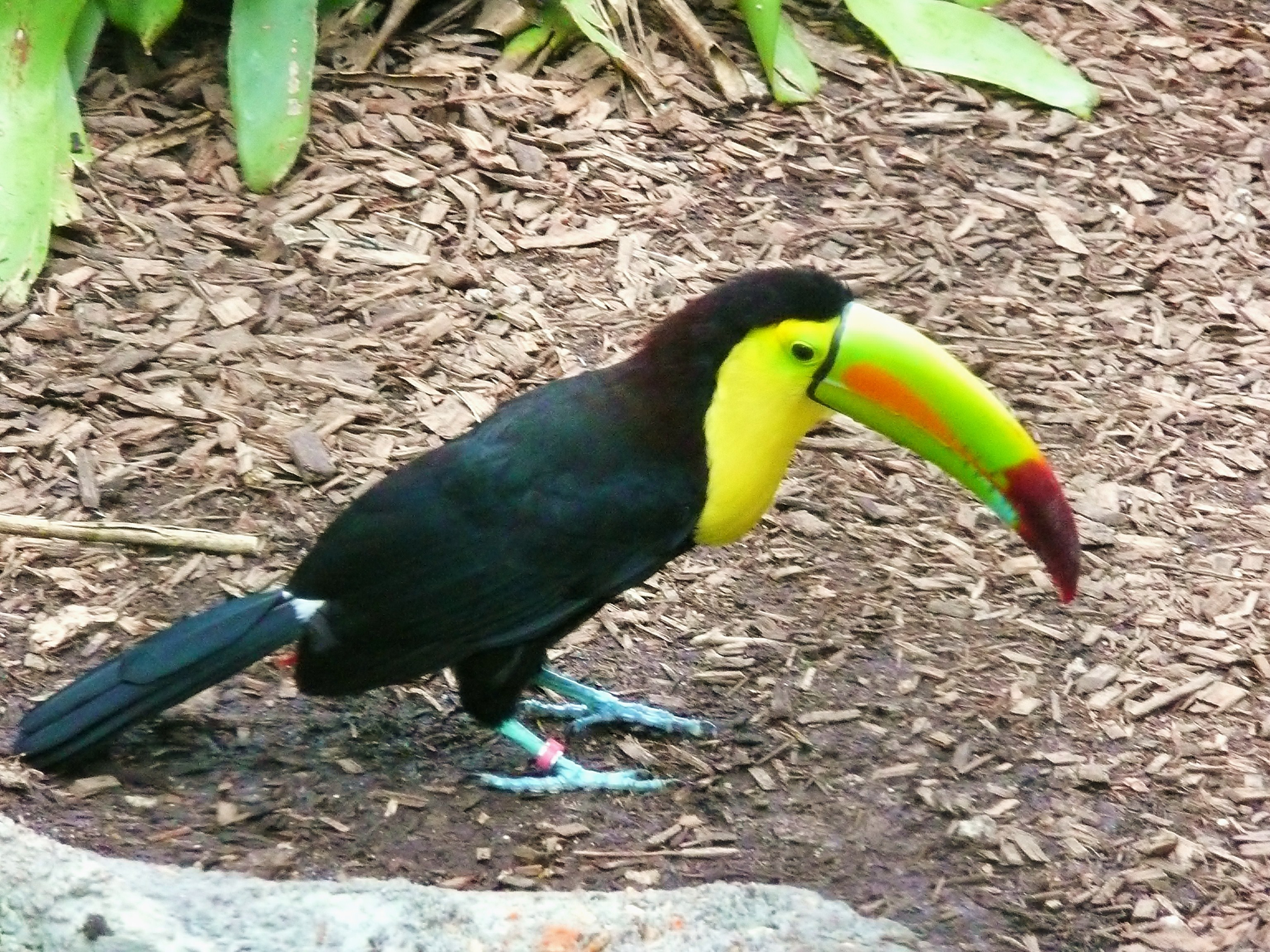
En el Zoológico de Miami.
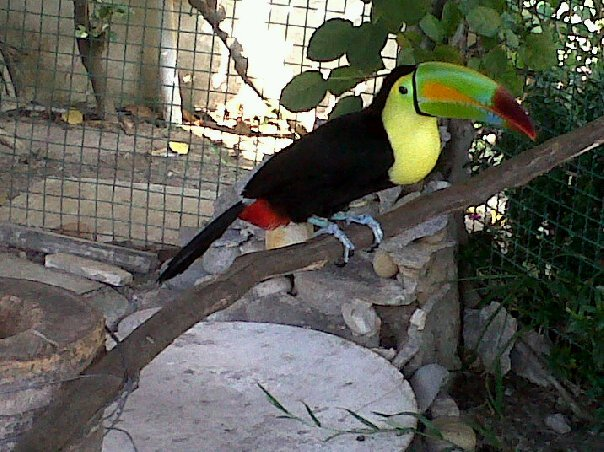
Venezuela.
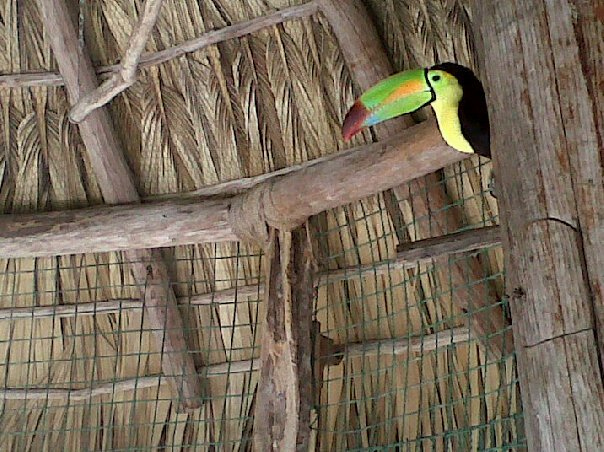
Venezuela.